# Фалсификатори (филм из 2007)
Фалсификатори је аустријско-немачки драмски филм из 2007. који је написао и режирао Штефан Рузовицки. Измишљена је Операција Бернхард, тајни план нацистичке Немачке током Другог светског рата да дестабилизује Уједињено Краљевство преплављујући њену економију фалсификованим новчаницама Енглеске банке. У средишту филма је јеврејски фалсификатор, Саломон 'Сали' Сорович, који је приморан да помогне операцији у концентрационом логору Захсенхаузен.
Филм је заснован на мемоарима на чешком језику из 1983. Komando padělatelů („Командос фалсификата“) Адолфа Бургера, који ће на крају бити објављен на енглеском као Ђавоља радионица. Бургер је био јеврејски словачки типограф који је 1942. био затворен због фалсификовања крштеница да би се Јевреји спасили од депортације, а касније је интерниран у Захсенхаузену да ради на операцији Бернхард. Рузовицки се блиско консултовао са Бургером у скоро свакој фази писања и продукције. Филм је 2007. освојио Оскара за најбољи филм на страном језику на 80. додели Оскара.

## Радња
Радња филма почиње убрзо након завршетка Другог светског рата, доласком човека у Монте Карло. Након што се пријавио у скупом хотелу и платио готовином, он се упушта у хедонистички живот Монте Карла, успешно се коцкајући у казину и привлачећи пажњу прелепе Францускиње. Касније, она открива истетовиране бројеве на његовој руци, откривајући га као преживелог из нацистичких концентрационих логора.
Радња филма се враћа у Берлин 1936. године, где се човек, Саломон Сорович, открива као успешан фалсификатор новца и пасоша. Ухваћен од стране полиције, затвара га, прво у радни логор, а затим у концентрациони логор Маутхаузен код Линца. У настојању да себи обезбеди заштиту и оскудан комфор у логору, он демонстрира своје вештине кривотворења, привлачећи пажњу стражара, који му наручују да слика њих и њихове породице у замену за додатне оброке хране.
Соровичев таленат му привуче ширу пажњу и он је пребачен из концентрационог логора. Доведен пред полицајца који га је ухапсио у Берлину, он се налази заједно са другим затвореницима са уметничким или штампарским талентима и почиње да ради у посебном одељењу концентрационог логора Захсенхаузен посвећеном фалсификовању. Фалсификатори се држе у релативно хуманим условима, са удобним лежајевима, тоалетом и адекватном храном, иако их чувари и даље излажу бруталностима и увредама. Његови колеге затвореници имају различите позадине, од менаџера јеврејских банака до политичких агитатора, и док су неки задовољни радом за нацисте како би избегли логоре истребљења, други виде своје напоре као подршку немачким ратним напорима.
У почетку се чини да самоочување води Соровича, али његови мотиви за фалсификовање за нацисте су компликовани његовом растућом бригом за своје колеге затворенике, његовом свешћу о њиховој улози у ширем рату против нациста и његовим професионалним поносом због фалсификовања америчког долара, валуте коју раније није могао да кривотвори.
Сорович жонглира са нацистичким захтевима за напретком, одлучношћу својих ко-фалсификата да саботирају операцију и његовом лојалношћу својим колегама затвореницима. Затвореници успешно фалсификују британску фунту, али намерно одлажу фалсификовање америчког долара. Постепено, затвореници уочавају комадиће доказа да се рат одлучно окренуо против нациста. Једног дана логорски чувари изненада најављују да ће штампарске машине бити демонтиране и отпремљене, што наводи фалсификаторе у страху да ће коначно бити убијени. Пре него што им се било шта деси, немачки стражари беже из логора испред Црвене армије. Изгладњели затвореници из других делова логора, наоружани заплењеним оружјем, преузимају и проваљују у комплекс где су фалсификатори држани у релативном луксузу. Док побуњеници не виде затворске тетоваже добро ухрањених штампара, верују да су СС официри и прете да ће их стрељати. Фалсификатори тада морају да одговарају за своје фалсификаторске радње полумртвим затвореницима.
Филм се затим враћа у послератни Монте Карло, где Сорович, очигледно згрожен животом који сада води на валути коју је ковао за нацисте, намерно све то прокоцка. Седећи сам после на плажи, придружује му се Францускиња, забринута због његових наизглед катастрофалних губитака за столом. Играјући полако заједно на плажи, она наставља да говори о свом новцу који је изгубио, на шта он, смејући се, одговара: „Увек можемо да зарадимо више“.

## Улоге
| Глумац                 | Улога           |
| ---------------------- | --------------- |
| Карл Марковиц          | Саломон Сорович |
| Аугуст Дил             | Бургер          |
| Девид Стризов          | Херцог          |
| Фајт Штибнер           | Аце             |
| Себастијан Урзендовски | Карлоф/Коља     |
| Аугуст Зирнер          | др Клингер      |
| Мартин Брамбах         | Холст           |
| Андреас Шмит           | Жилински        |
| Тило Пруцкнер          | Хахн            |
| Лен Кудрјавицки        | Лошек           |

## Продукција
Осим партитуре Маријуса Руланда, ОСТ се састоји од класичних танга које је деценијама уназад снимио аргентински хармоникаш Хуго Диаз, и оперских снимака из 1930-их и 1940-их.

## Пријем

### Критички одговор
Фалсификатори имају оцену 78/100 на Метакритиц-у, на основу 23 критичара, што указује на „генерално повољне критике“. Фалсификатори имају оцену одобрења од 93% на веб-сајту за прикупљање рецензија Rotten Tomatoes, на основу 127 рецензија, и просечну оцену од 7,76/10. Критички консензус веб-сајта каже: „Фалсификатори су задивљујући приказ моралне дилеме једног затвореника, коју је сјајно приказао Карл Марковицс“. Филм се појавио на листи критичара најбољих десет најбољих филмова 2008.

### Признања
- Оскар 2007. (24. фебруар 2008.)
  - Победник - Оскар за најбољи филм на страном језику[4]
- Међународни филмски фестивал у Берлину, 2007
  - Номинован за Златног медведа: Стефан Рузовицки
- Немачке филмске награде, 2007
  - Освојио најбољу изведбу глумца у споредној улози: Девид Стризов
  - Шест номинација у другим категоријама

## Кућни медији
Филм је објављен (са енглеским титловима) на ДВД-у и Блу-реј-у у Уједињеном Краљевству од стране Metrodome Distribution 17. марта 2008, а у САД од стране Sony Pictures Home Entertainment 5. августа 2008.